# 松森城
松森城（まつもりじょう）是宮城縣仙台市泉区松森的山城。因本丸和二之丸的位置像鶴翼之陣形，故別稱鶴城（鶴ヶ城）。
國分盛顯曾入住於此。国分盛重出奔後，由伊達家所佔領，毎年仙台藩會在此舉行野初舞台。

## 関連項目
- 日本の城一覧